# تاريخ الأوبئة والمجاعات بالمغرب في القرنين الثامن عشر والتاسع عشر
تاريخ الأوبئة والمجاعات بالمغرب في القرنين الثامن عشر والتاسع عشر هو كتاب في تاريخ الأوبئة من تأليف الكاتب والمؤرخ المغربي محمد الأمين البزاز. يعتبر هذا الكتاب من بين المراجع المهمة في تاريخ الأزمات بالمغرب، وهذا الأمر أكده المؤرخ جرمان عياش بشهادته التي أوردها في تقديمه لهذا الكتاب.

## وصف
الكتاب من الحجم المتوسط، صادر عن كلية الآداب والعلوم الانسانية جامعة محمد الخامس بالرباط، ضمن منشوراتها لسنة 1992. يتكون الكتاب من 433 صفحة.

## محتوى الكتاب
يحتوي الكتاب على مقدمة وثلاثة أبواب وخاتمة، إضافة إلى اللائحة البيليوغرافية:
- الباب الأول: المغرب بين المجاعة والطاعون والحروب الأهلية (1721 - 1826)
- الباب الثاني: المغرب بين التسرب الأوربي والكوليرا والمجاعة (1834 - 1896)
- الباب الثالث: ردود الفعل، خصّص هذا الباب لردود فعل السكان وتدخل المخزن في تنظيم الغوث للمنكوبين، كما تعرض فيه لمنظور الفقهاء إلى ظاهرة الوباء وموقفهم من الحجر الصحي.

## وصلات خارجية
- تاريخ الأوبئة والمجاعات بالمغرب في القرنين الثامن عشر والتاسع عشر في أرشيف الإنترنت.